# ۱۷۳ (میلادی)
۱۷۳ (میلادی) صد و هفتاد و سومین سال تقویم میلادی است.

## درگذشتگان
‎